# أنس مخلوف
أنس مخلوف (12 يونيو 1973 بدمشق في سوريا - ) هو مدرب كرة قدم ولاعب كرة قدم سوري في مركز الهجوم. شارك مع منتخب سوريا تحت 20 سنة لكرة القدم ومنتخب سوريا لكرة القدم. أما مع النوادي، فقد لعب مع روبين كازان وشينيك ياروسلافل ونادي المجد ونادي كريليا سوفيتوف سامارا.